# Medizinrecht (Deutschland)
Der Begriff Medizinrecht bezeichnet die Ausgestaltung der schuldrechtlichen Beziehungen zwischen Arzt und Patient sowie von Ärzten untereinander, daneben die öffentlich-rechtlichen Regelungen zur Ausübung des ärztlichen und zahnärztlichen Berufes und das Meldewesen meldepflichtiger Krankheiten.
Diese Querschnittsmaterie erstreckt sich nicht nur auf das allgemeinere Gebiet der Arzthaftung, also das haftungsrechtliche Verhältnis zwischen Arzt und Patient, sondern umfasst neben dem Recht der Honorierung bei Privatpatienten mittels der Gebührenordnung für Ärzte (GOÄ), bzw. der Gebührenordnung für Zahnärzte (GOZ), auch arztspezifische Rechtsgebiete aus dem Sozialversicherungsrecht (Sozialgesetzbuch, vor allem SGB V) mit Kassenzulassung, Honorierung der Behandlungsleistungen von Vertragsärzten oder Vertragszahnärzten, aus dem allgemeinen Berufsrecht (Approbation, ärztliche und zahnärztliche Berufsordnungen der jeweiligen Landesärztekammer, bzw. Landeszahnärztekammer), zum kollegialen und rechtlichen Verhältnis zwischen Ärzten (Arztwerberecht), zwischen Ärzten und ihrer Kassenärztlichen Vereinigung, Zahnärzten und ihrer Kassenzahnärztlichen Vereinigung ärztliches Gesellschaftsrecht, Recht der Praxisübertragung und des Praxisverkaufs sowie spezielle Regelungen zur Ausübung des ärztlichen Berufs wie etwa durch das Strahlenschutzgesetz.
Im weiteren Sinne kann zu dem Gebiet des Medizinrechts auch das Krankenhausrecht, das Rettungsdienstrecht, das Recht der nichtärztlichen Heilberufe, das Recht der Apotheken sowie das Arzneimittel-, Medizinprodukte- und sonstige Pharmarecht gezählt werden. Dieser Bereich, der einen öffentlich-rechtlichen Schwerpunkt aufweist, wird häufig auch Gesundheitsrecht genannt.
2004 wurde in Deutschland die Fachanwaltsbezeichnung Fachanwalt für Medizinrecht eingeführt.